# Авдеев, Александр Дмитриевич
Алекса́ндр Дми́триевич Авде́ев (1887, Челябинский уезд, Оренбургская губерния — 1947, Москва) — советский партийный и государственный деятель, в апреле-мае 1920 года председатель Организационного бюро ЦК РКП(б) по Киргизскому (Казахскому) краю.

## Биография
Родился в 1887 году в Челябинском уезде Оренбургской губернии в семье старателя. Русский.
Член Партии социалистов-революционеров в 1905—1912 годах, г. Екатеринбург, член ВКП(б) с 1912 года.
До 1917 года работал слесарем.
В 1920 году военный комиссар 2-й стрелковой дивизии, Петроградский фронт.
В 1920—1921 годы член Кирвоенревкома, военный комиссар Киргизского края.
В апреле-мае 1920 года председатель Оргбюро РКП(б) по Киргизскому (Казахскому) краю, затем член Кироблбюро РКП(б). Киргизское (Казахское) областное бюро ЦК РКП(б) было создано в соответствии с постановлением ЦК РКП (б) от 30 апреля 1920 года с целью усиления партийной работы на территории Киркрая.
С октября 1921 года заведующий организационно-инструкторским отделом Киробкома РКП(б).
В 1922—1923 годы ответственный инструктор ЦК РКП(б), г. Москва.
С декабря 1923 по февраль 1924 года Нарком труда Казахской АССР.
В 1923—1925 годы председатель Киргизской областной контрольной комиссии, одновременно с февраля 1924 года Нарком рабоче-крестьянской инспекции Казахской АССР.
В 1925 году ответственный инструктор ЦК и Центральной контрольной комиссии ВКП(б).
В 1930—1932 годы член коллегии Наркомата социального обеспечения РСФСР.
В 1932—1936 годы начальник Управления учебных заведений Наркомата земледелия РСФСР, г. Москва.
В 1936 году заместитель директора по политической части Московской сельскохозяйственной академии им. К. А . Тимирязева.
Делегат I (Учредительного) съезда Советов Казахстана (1920). Член ЦИК Казахской АССР. Делегат X (1921 г.), XII (1923 г.), XV (1927 г.) съездов РКП(б) и ВКП(б), I—IV Казахстанских областных конференций РКП(б) (1921—1924 гг.). Член Кирбюро и Киробкома РКП(б).
Награждён орденом Красного Знамени.
Автор воспоминаний "Николай Романов в Тобольске и Екатеринбурге" опубликованных в журнале Красная новь